# Maria Sadowska (ur. 1976)
Maria Sadowska (ur. 27 czerwca 1976 w Warszawie) – polska piosenkarka wykonująca muzykę jazz, pop, funkową i elektroniczną, scenarzystka i reżyserka filmowa. Członkini Akademii Fonograficznej ZPAV.

## Życiorys
Jest córką Krzysztofa Sadowskiego i Liliany Urbańskiej. W czasie stanu wojennego przez pół roku mieszkała z rodziną w Syrii. Ukończyła Szkołę Muzyczną II stopnia im. Fryderyka Chopina w Warszawie, warszawską Akademię Filmu i Telewizji i łódzką PWSFTviT na kierunku reżyserii.
Pod koniec lat 80. była członkinią muzycznego zespołu dziecięcego Tęcza, z którym występowała w programie Tęczowy Music Box i dawała koncerty. W 1990 zespół nagrał płytę, na której znalazły się solowe występy Sadowskiej, w tym m.in. piosenka „My wariatki, ładne kwiatki” jej autorstwa. W 1993 wydała debiutancki, solowy album pt. Jutro, który został wydany pod szyldem Firmy Fonograficzno–Handlowej STD. W 1997 wydała kolejne dwa, solowe krążki: Lucky Star i Crazy, które ukazały się na japońskim rynku muzycznym.
W wieku 19 lat wyjechała do Stanów Zjednoczonych, gdzie grała muzykę dance. Podczas pobytu w Ameryce współpracowała z producentami m.in. Madonny i Spice Girls. W wywiadzie dla portalu JazzSoul.pl opisała pobyt w USA słowami: Ten wyjazd uświadomił mi, że nie nadaję się do robienia komercyjnych rzeczy, na bycie „produktem”. (...) To było fajne doświadczenie, bo szybko uświadomiło mi, kim chcę być i co chcę robić. Po powrocie do Polski rozpoczęła pracę nad nową płytą, a w 2004 wydała album pt. Marysia Sadowska, na którym umieściła utwory z wierszami Marii Pawlikowskiej-Jasnorzewskiej, a także jeden z tekstem Juliana Tuwima i jeden z tekstem samej Sadowskiej. Płyta została zachowana w klimacie jazzowo-elektronicznym. W 2005 z piosenką Tylko tu i teraz zajęła czwarte miejsce w konkursie premier 42. Krajowego Festiwalu Piosenki Polskiej w Opolu, a podczas imprezy zdobyła także nagrodę fotoreporterów.

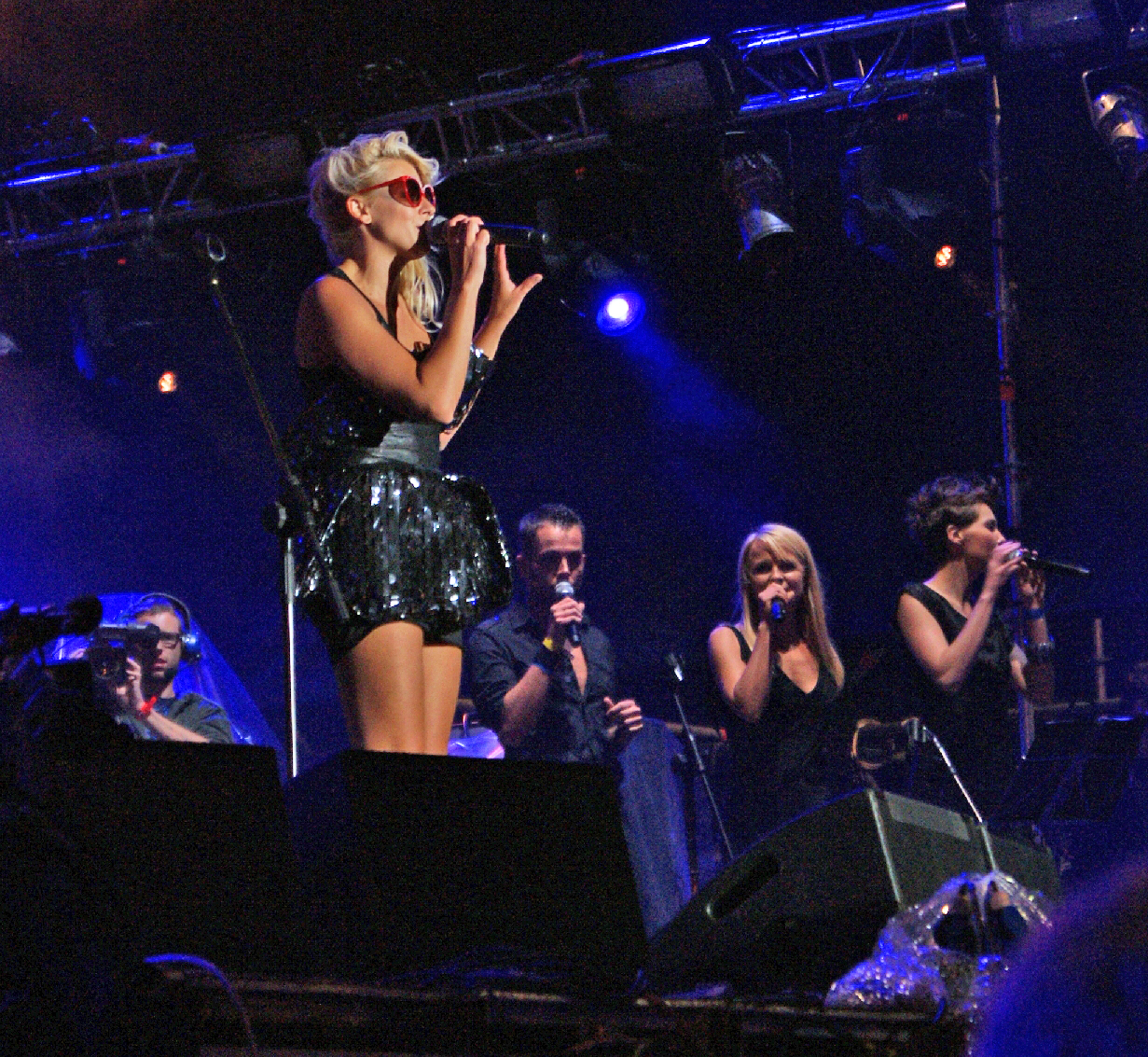
Sadowska podczas Orange Warsaw Festival 2009

W 2007 uczestniczyła w pierwszej edycji programu TVP2 Gwiazdy tańczą na lodzie oraz wydała album Tribute to Komeda (inspirowany twórczością Krzysztofa Komedy) i płytę świąteczną Gwiazda dla każdego. Po nagraniu albumu pt. Tribute to Komeda rozpoczęła działalność filmową, a w 2009 zaprezentowała swój pierwszy, krótkometrażowy film Non Stop Kolor, będący częścią tryptyku Demakijaż. Również w 2009 wydała dwie premierowe płyty: Demakijaż, za którą otrzymała nominację do Fryderyka 2010, i Spis treści. Napisała tekst do piosenki „To ty” z albumu 10 historii o miłości zespołu Volver. W 2011 stworzyła markę odzieżową „Sadowska–Fashion”. W 2012 podczas 37. Festiwalu Filmowym w Gdyni miał premierę jej pełnometrażowy debiut – dramat Dzień kobiet, do którego także napisała muzykę i współtworzyła scenariusz. Za film otrzymała Nagrodę im. Janusza Morgensterna „Perspektywa” oraz była nominowana do Nagrody Filmowej im. Andrzeja Munka za debiut reżyserski.
W 2013 została trenerką w trzeciej edycji programu The Voice of Poland, a jej podopieczny Mateusz Ziółko zwyciężył w finale. 25 sierpnia wystąpiła z utworem „Spis treści” podczas koncertu Lata ZET i Dwójki w Uniejowie oraz zaśpiewała razem z Edytą Górniak i Markiem Piekarczykiem podczas prezentacji piosenki „Tysiące głosów” napisanej na potrzeby promocji trzeciej edycji programu The Voice of Poland. W tym samym roku napisała tekst do utworu „Zaćmienie” z albumu Sylwii Grzeszczak pt. Komponując siebie. W marcu wydała album pt. Dzień kobiet. W grudniu wystąpiła podczas 55. festiwalu Jazz Jamboree w koncercie inauguracyjnym muzyczny projekt United States of Beta. W marcu 2014 ukazała się płyta zespołu pt. Poles Jazz the World, na który Sadowska nagrała utwór „Non-Aggresion Pact (Pakt o nieagresji)”. Oprócz tego została trenerką w czwartej edycji The Voice of Poland, a jej podopieczny Juan Carlos Cano zwyciężył w finale. 1 kwietnia 2014 wydała album pt. Jazz na ulicach, który zawierał taneczną muzykę jazzową. O nagraniu płyty myślała już po nagraniu albumu Tribute to Komeda, ale z powodu wielu zobowiązań filmowych musiała przerwać myślenie. Jazz na ulicach promowała singlem „Life Is a Beat”. Jesienią 2015 była trenerką w szóstej edycji The Voice of Poland, a jej podopieczny Krzysztof Iwaneczko zwyciężył w finale. W latach 2016–2017 była trenerką w kolejnych dwóch, jesiennych seriach programu.
W 2017 wyreżyserowała Sztukę kochania, filmową biografię Michaliny Wisłockiej, znanej lekarki-seksuolog z czasów PRL. W 2018 otrzymała nagrodę specjalną ZAiKS-u. W 2019 wystąpiła w czwartej edycji programu TVN Agent – Gwiazdy jako tytułowy Agent. 24 stycznia 2020 wystąpiła podczas koncertu charytatywnego Artyści dla Mai, który odbył się w warszawskim klubie „Stodoła”. W tym samym roku pracowała nad adaptacją reportażu Dziewczyny z Dubaju Piotra Krysiaka, opowiadającego o polskich celebrytkach prostytuujących się w Dubaju (premiera w listopadzie 2021) oraz otrzymała honorowego Złotego Anioła na 18. MFF Tofifest. W październiku tego samego roku wydała płytę pt. Początek nocy, łączącą w sobie utwory jazzowe i elektroniczne, którą promowała utworami: „Marakeczi” (nagrany z Leszkiem Możdżerem), „Początek nocy”, „Wolno umierać” i „Kocham cię” (nagrany z Kayah). W tym czasie wystąpiła w performance Dziady w ramach protestów przeciwko zaostrzeniu przepisów dotyczących aborcji, a w listopadzie wzięła udział w nagraniu piosenki „Moje ciało, mój wybór” inspirowanej tymi wydarzeniami. W 2021 wyreżyserowała komedię romantyczną Miłość na pierwszą stronę, której premiera odbyła się w październiku 2022. W 2023 miała miejsce premiera wyreżyserowanego przez nią filmu Pokusa, który dostał nominację do Wielkiego Węża – najgorszego film roku, a ona sama nominację w kategorii najgorsza reżyseria.

## Życie prywatne
Od 2017 jej mężem jest wokalista i muzyk Adrian Łabanowski, z którym ma dwoje dzieci: córkę Lilę (ur. 2012) i syna Iwona (ur. 2015).

## Dyskografia
Albumy
| 1995 | Jutro - Data: 1995 - Wydawca: STD - Format: CD                                               | –  |                    |                |
| 1998 | Lucky Star - Data: 18 lutego 1998 - Wydawca: EMI Music Japan - Format: CD                    | –  |                    |                |
| 2004 | Marysia Sadowska - Data: 24 lutego 2004 - Wydawca: Sony Music - Format: CD                   | 38 |                    |                |
| 2007 | Gwiazda dla każdego - Data: 3 grudnia 2007 - Wydawca: Sony BMG - Format: CD                  | –  |                    |                |
| 2009 | Spis treści - Data: 8 czerwca 2009 - Wydawca: Sony Music - Format: CD, digital download      | –  |                    |                |
| 2009 | Demakijaż - Data: 9 listopada 2009 - Wydawca: QM Music - Format: CD, digital download        | –  |                    |                |
| 2014 | Jazz na ulicach - Data: 1 kwietnia 2014 - Wydawca: Sony Music - Format: CD, digital download | 24 | - POL: złota płyta | - POL: 15 000+ |
| 2020 | Początek nocy - Data: 16 października 2020 - Wydawca: Agora - Format: CD, digital download   | 29 |                    |                |
|      | „–” album nie był notowany.                                                                  |    |                    |                |

Cover albumy
| 2006 | Tribute to Komeda - Data: 12 czerwca 2006 - Wydawca: Sony BMG - Format: CD, digital download                                         | 11 | - POL: złota płyta | - POL: 15 000+ |
| 2010 | Kaczmarski & Jazz oraz Anna Serafińska i Janusz Szrom - Data: 4 października 2010 - Wydawca: QM Music - Format: CD, digital download | –  |                    |                |
|      | „–” album nie był notowany. |    |                    |                |

Ścieżki dźwiękowe
| Rok  | Dane dot. albumu                                                                        |
| ---- | --------------------------------------------------------------------------------------- |
| 2013 | Dzień Kobiet - Data: 8 marca 2013 - Wydawca: Fonografika - Format: CD, digital download |

Minialbumy
| Rok  | Dane dot. albumu                                                          |
| ---- | ------------------------------------------------------------------------- |
| 1997 | Crazy - Data: 7 października 1997 - Wydawca: EMI Music Japan - Format: CD |

Single
| Rok | Tytuł                                          | Pozycje na listach | Pozycje na listach | Pozycje na listach | Album               |
| Rok | Tytuł                                          | LP3                | LPMN               | SLiP               | Album               |
| --- | ---------------------------------------------- | ------------------ | ------------------ | ------------------ | ------------------- |
| 2004 | „Chcemy tylko tańczyć”                         | –                  | –                  | –                  | Marysia Sadowska    |
| 2004 | „Fotografia”                                   | –                  | –                  | –                  | Marysia Sadowska    |
| 2004 | „O mnie o tobie”                               | –                  | –                  | –                  | Marysia Sadowska    |
| 2005 | „Tomaszów”                                     | –                  | –                  | –                  | Marysia Sadowska    |
| 2005 | „Tylko tu i teraz”                             | –                  | –                  | –                  | Gwiazda dla każdego |
| 2006 | „Niezmiennie”                                  | 39                 | –                  | –                  | Tribute to Komeda   |
| 2006 | „Kiedy nie ma miłości”                         | 6                  | –                  | 10                 | Tribute to Komeda   |
| 2007 | „Wracaj”                                       | –                  | –                  | –                  | Gwiazda dla każdego |
| 2009 | „Rewolucja”                                    | 49                 | 69                 | –                  | Spis treści         |
| 2009 | „Jest dobrze”                                  | 43                 | –                  | –                  | Spis treści         |
| 2009 | „Wydarzyło się nie wydarzyło”                  | –                  | –                  | –                  | Demakijaż           |
| 2010 | „Sama ze sobą”                                 | –                  | X                  | –                  | Spis treści         |
| 2013 | „Dzień Kobiet”                                 | –                  | X                  | –                  | Dzień Kobiet        |
| 2013 | „Pole walki”                                   | –                  | X                  | –                  | Dzień Kobiet        |
| 2014 | „Life Is a Beat”                               | –                  | X                  | –                  | Jazz na ulicach     |
| 2014 | „Raise Your Hands”                             | –                  | X                  | –                  | Jazz na ulicach     |
| 2014 | „Jazz na ulicach” (gościnnie: Urszula Dudziak) | 24                 | X                  | –                  | Jazz na ulicach     |
| 2014 | „Warsaw”                                       | –                  | X                  | –                  | Jazz na ulicach     |
| 2014 | „Anyway”                                       | –                  | X                  | –                  | Jazz na ulicach     |
| 2020 | „Marakeczi” (gościnnie: Leszek Możdżer)        | X                  | X                  | –                  | Początek nocy       |
| 2020 | „Początek nocy”                                | X                  | X                  | –                  | Początek nocy       |
| 2020 | „Kocham Cię” (gościnnie: Kayah)                | X                  | X                  | –                  | Początek nocy       |
| 2021 | „Stracić nadzieję”                             | X                  | X                  | –                  | Początek nocy       |
| 2022 | „Girls to Buy” (oraz Doda)                     | X                  | X                  | –                  | Dziewczyny z Dubaju |
| „–” oznacza, że singel nie był notowany na danej liście. „X” oznacza, że lista nie istniała w danym okresie. |                                                |                    |                    |                    |                     |

## Filmografia
Opracowano na podstawie materiału źródłowego.
- 2000: Portret podwójny – obsada aktorska (Marysia)
- 2002: Den förste zigenaren i rymden (serial) – obsada aktorska (Jeta)
- 2008: nowela Non-stop kolor w filmie Demakijaż – reżyseria, scenariusz, opracowanie muzyczne
- 2012: Dzień kobiet – reżyseria, scenariusz, muzyka, obsada aktorska (kobieta w supermarkecie)
- 2017: Sztuka kochania. Historia Michaliny Wisłockiej – reżyseria, obsada aktorska (kobieta kupująca płytę na bazarze w roku 1947)
- 2020: Swingersi – producent kreatywny
- 2021: Dziewczyny z Dubaju – reżyseria, obsada aktorska (Sarah)
- 2022: Miłość na pierwszą stronę – reżyseria, obsada aktorska (jako ona sama)
- 2022–2023: Rodzina na Maxa (serial) – reżyseria (odc. 1–13, 23–26)
- 2023: Pokusa (film i serial) – reżyseria, muzyka, obsada aktorska (reżyserka Maria)
- 2025: Sami w domu – reżyseria